# Santa Cruz Challenger 2025
Il Santa Cruz Challenger 2025 è stato un torneo maschile di tennis professionistico. È stata la 6ª edizione del torneo, facente parte della categoria Challenger 50 nell'ambito dell'ATP Challenger Tour 2025, con un montepremi di 60 000 $. Si è giocato dal 16 al 21 giugno 2025 sui campi in terra rossa del Club de Tenis Santa Cruz di Santa Cruz de la Sierra, in Bolivia.

## Partecipanti

### Teste di serie
| Nazionalità | Giocatore                    | Ranking* | Testa di serie |
| ----------- | ---------------------------- | -------- | -------------- |
| Bolivia     | Murkel Dellien               | 220      | 1              |
| Brasile     | Matheus Pucinelli de Almeida | 282      | 2              |
| Argentina   | Juan Bautista Torres         | 283      | 3              |
| Argentina   | Genaro Alberto Olivieri      | 289      | 4              |
| Argentina   | Renzo Olivo                  | 304      | 5              |
| Bolivia     | Juan Carlos Prado Ángelo     | 310      | 6              |
| Argentina   | Lautaro Midón                | 311      | 7              |
| Brasile     | João Lucas Reis da Silva     | 313      | 8              |

* Ranking al 9 giugno 2025.

### Altri partecipanti
I seguenti giocatori hanno ricevuto una wild card per il tabellone principale:
- Facundo Bagnis
- Raúl García
- Federico Zeballos

Il seguente giocatore è entrato in tabellone come alternate:
- Tomás Farjat

I seguenti giocatori sono passati dalle qualificazioni:
- Bautista Vilicich
- Santiago de la Fuente
- Lucas Gerch
- John Sperle
- Luis Carlos Álvarez
- Diego Augusto Barreto Sánchez

Il seguente giocatore è entrato in tabellone come lucky loser:
- Juan Manuel La Serna

## Punti e montepremi
| Torneo    | Torneo              | V     | F     | SF    | QF    | 2T  | 1T  | Q | Q2  | Q1  |
| Singolare | Punti               | 50    | 25    | 14    | 8     | 4   | 0   | 3 | 1   | 0   |
| Singolare | Premi in denaro ($) | 5,500 | 3,260 | 1,900 | 1,120 | 660 | 395 | – | 215 | 125 |
| Doppio    | Punti               | 50    | 25    | 14    | 8     | –   | 0   | – | –   | –   |
| Doppio    | Premi in denaro ($) | 2,130 | 1,250 | 745   | 435   | –   | 245 | – | –   | –   |

## Campioni

### Singolare
Alex Barrena ha sconfitto in finale  Franco Roncadelli con il punteggio di 5–7, 7–5, 6–3.

### Doppio
Mariano Kestelboim /  Gonzalo Villanueva hanno sconfitto in finale  Boris Arias /  Federico Zeballos con il punteggio di 6–3, 6–2.